# Ямаґата (аеропорт)
Аеропорт Ямаґата (яп. 山形空港, やまがたくうこう, ямаґата куко; англ. Yamagata Airport) — особливий регіональний вузловий аеропорт у Японії, розташований у місті Хіґасіне префектури Ямаґата. Розпочав роботу з 1964 року як аеропорт Дзімматі. 1965 року змінив назву на сучасну. Спеціалізується на внутрішніх авіаперевезеннях. Паралельно використовується як летовище Повітряних Сил Самооборони.